# OpenMoko
OpenMoko fue un proyecto para crear una plataforma para smartphones usando software libre. Usa el núcleo Linux, junto con un entorno gráfico de usuario construido con el servidor X.Org, el toolkit GTK+ y el gestor de ventanas Matchbox. Está basado en el framework de OpenEmbedded y el sistema de paquetes ipkg.

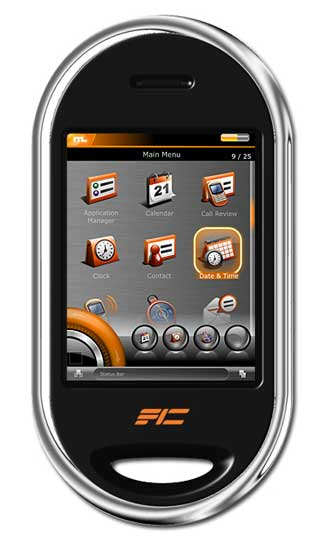
Un Neo1973, el primer teléfono inteligente que funciona con OpenMoko.

OpenMoko se anunció en 2006 por sus fundadores: First International Computer (FIC).
Los distintos modelos del teléfono son nombrados con las siglas GTA, que significa GNU Telephony Appliance.
El 2009-04-02 Openmoko canceló los teléfonos planeados y se concentrará en el actual FreeRunner y otros dispositivos.

## GTA01
El primer teléfono inteligente en el que funciona OpenMoko es el Neo1973, fabricado la empresa taiwanesa FIC (First International Computer of Taiwan). Se inició la venta el 9 de julio de 2007, únicamente a través del sitio web openmoko.com. La primera versión (llamada internamente GTA01) está pensada únicamente para desarrolladores, costaba USD 300, pudiendo ser usada con cualquier proveedor de GSM.

## GTA02
La nueva versión de este teléfono móvil (GTA02), denominada Openmoko FreeRunner, está ya destinada al público en general y salió a la venta a principios de julio de 2008 a un precio de USD 400. Sus características son:
- Procesador Samsung S3C2442 a 400 MHz
- 128 MB de RAM
- 256 MB de memoria Flash
- Pantalla TFT LCD de 2,8 pulgadas con una resolución de 480x640.
- Tarjeta gráfica SMedia 3362 con aceleración 3D.
- Acelerómetros
- Tribanda GPRS/GSM en dos versiones de 900 u 850 MHz (no soporta 3G).
- WiFi 802.11 b/g
- A-GPS
- Bluetooth

## GTA03 (cancelado)
El próximo teléfono estaría basado en el mismo microcontrolador que el GTA02. Traería un conector de audio de 3,5 mm (en reemplazo del actual de 2,5 mm), tecnología EDGE pero no incluiría soporte para redes 3G.

## GTA04 (en desarrollo)
La cuarta versión de este teléfono va a tener las siguientes características:
- Procesador DM3730 (800 MHz)
- 512 MB de RAM
- 512 MB de memoria Flash
- Soporte para tarjetas SDHC de hasta 32 GByte
- USB 2.0
- Conector de 2.5mm 4 pin stereo para auriculares y micrófono
- Salida de video
- WiFi
- Bluetooth
- Receptor FM
- Altímetro Barométrico, Acelerómetro, Brújula, Giroscopio
- GPS

## Distribuciones
OM es el nombre que OpenMoko ha dado a la distribución oficial del proyecto, hasta la fecha ha lanzado tres versiones. Esta versión se basa en GNU/Linux y ha sido adaptada para que las funciones del teléfono funcionen de la mejor manera, no es exclusiva del Neo1973 ni del Neo Freerunner, pues se ha diseñado para ser usada en varios dispositivos móviles, pero su enfoque principal es en sus dos productos estrella. Las distribuciones OpenMoko son oficiales, comunitarias o no oficiales:

### Distribuciones oficiales
- OM 2007.2: Fue la segunda distribución lanzada por el proyecto OpenMoko, su desarrollo comenzó el 26 del 07 del 2007, ya no es desarrollada y fue reemplazada por OM 2008.
- OM 2008: Esta es la tercera revisión de la distribución OM, de nombre código ASU, usa las EFL para el lanzador y Qtopia sobre X11 para las funciones de telefonía. Usa un administrador de ventanas llamado Illumine y soporte para GTK+. Es la actual versión estable, pero estable no significa lo mismo que para las versiones de Debian GNU/Linux, en este caso significa que se ha logrado encontrar y solucionar un gran número de errores.
- OM 2009: es la próxima versión de la distribución OM, su último release fue el testing5, se planea su lanzamiento en el verano del 2009. Se basa en el framework de freesmartphone.org y Parolli como software de administración para GSM.

### Distribuciones comunitarias
- SHR: Esta distribución está enfocada a crear un sistema operativo funcional basado en el framework de freesmartphone.org y las EFL (Enlightenment Foundation Libraries).
- FDOM (FAT and Dirty Openmoko): Es una distribución más amplia que la oficial OM que pretende demostrar las excelentes capacidades del Neo FreeRunner.

### Distribuciones no oficiales
- Qt Extended Improved.
- Debian GNU/Linux: Debian es el sistema operativo universal, el Neo puede utilizar los paquetes basados en la arquitectura ARM.
- Gentoo: es posible instalar Gentoo de tres maneras, compilación cruzada, compilación en el mismo Neo o emulación de un Neo en qemu.
- Android: la empresa Koolu fue la pionera en implementar este sistema operativo en el Neo. Distribución no oficial.
- Slackware: el port oficial ARMedslack ha sido instalado y probado en el Neo Freerunner. Distribución no oficial.
- Hackable:1: es una distribución comunitaria destinada a dispositivos que pueden ser estudiados (hackeables) como el Neo Freerunner.
- neovento: distribución basada en Debian GNU/Linux destinada al Neo Freerunner y utiliza LXDE y Zhone.
- OpenWrt: Distribución destinada a sistemas embebidos.
- Mer: Es una distribución basada en Maemo.